# L'occhio privato
L'occhio privato (The Late Show) è un film del 1977 diretto da Robert Benton.

## Trama
Solo, malandato e ormai in pensione, il detective Ira Wells si vede morire tra le braccia un ex collega. Ingaggiato da una donna affinché ne ritrovi il gatto smarrito, indagherà insieme a lei su un brutto giro di droga.

## Riconoscimenti
- 1977 - Festival internazionale del cinema di Berlino
  - Orso d'argento a Lily Tomlin